# Mavis Bacca Dowden
Mavis Bacca Dowden (Londres 1908 - Surrey, desembre 2005) fou una violinista anglesa que va residir a Barcelona des de finals del 1939 fins al 1943 col·laborant amb el Consolat Britànic en les tasques d'ajuda als soldats aliats i als refugiats que fugien de la França ocupada pel nazisme durant la segona guerra mundial. Fou acusada d'espionatge per la Policia Franquista i reclosa a la Presó de Dones de Les Corts de Barcelona.
Malgrat el seu cognom italià, Mavis era filla de pare anglès i mare d'origen txec. Sentia una gran fascinació per Itàlia, país on vivia per motius de salut alhora que perfeccionava els seus estudis musicals. Es va convertir al catolicisme i va residir a Roma i Florència, pensionada en convents de monges.
A l'inici de la segona guerra mundial, l'aliança d'Itàlia amb l'Alemanya nazi la va obligar a abandonar el país. Per recomanació de les monges, es va traslladar a un convent que la mateixa ordre tenia a Barcelona. Es guanyava la vida donant classes de música i d'idiomes. Ben aviat va ser conscient que a la nova Espanya imperava un règim repressiu i completament hostil a la causa aliada.
Des dels consolats Britànic i Polonès, al marge de les missions diplomàtiques habituals, es gestionava una xarxa de suport als membres de les forces aliades que aconseguien travessar els Pirineus. Eren acollits i distribuïts en pisos francs, i se'ls facilitaven documents i cobertura per arribar a Gibraltar o a Portugal. Mavis es va adherir a aquest grup clandestí i juntament amb Wanda Morbitzer Tozer i Karolina Babecka Pons (nascuda a Varsòvia, de pare diplomàtic polonès i mare catalana) hi va col·laborar activament fins que va ser desarticulat.
Detinguda i conduïda als calabossos de la Comissaria superior de policia de Via Layetana, va romandre més d'una setmana incomunicada i sotmesa a durs interrogatoris pel comissari Eduardo Quintela Bóveda i els seus homes. Fou acusada d'espionatge i traslladada a la presó de dones de les Corts, on va romandre un any a l'espera d'un judici que no es va arribar a celebrar mai. El Consolat Britànic va intervenir en el cas i va aconseguir que fos excarcerada, quedant gairebé un altre any a Barcelona en llibertat vigilada i condemnada a l'ostracisme, fins que fou expulsada i deportada a Lisboa, des d'on va ser retornada a la Gran Bretanya. Després de ser interrogada i passar un període de recuperació a Oxfordshire, li van assignar una feina al departament d'Intel·ligència Política del Foreing Office.
El retorn a la seva professió musical, va ser una tasca dura després de tantes penalitats, però va comptar amb l'ajuda inestimable del violinista Leon Goossens i la pianista Myra Hess i es va integrar a la Boyd Neel Chamber Orchestra i La New London Symphony Orchestra, i més en davant al Sadler's Wells Ballet i a la Royal Opera House al Covent Garden.
Anys més tard, el Dr.Josep Trueta i Raspall que freqüentava el seu cercle d'amistats, li va suggerir d'escriure les seves memòries, però no va ser fins al 1991 estant ja jubilada que l'ex cap del Departament de Serveis estrangers de la BBC la va animar a publicar-les. L'edició anglesa portava per títol Spy-jacket! L'edició catalana, publicada el 1994 és titulava Acusada d'espia a la Barcelona franquista 1939-1943 i va ser possible gràcies a la filla del Dr.Trueta, Amèlia i el seu marit Michael B. Strubell, essent l'encarregat de la traducció llur fill Antoni Strubell i Trueta, comptant també amb la col·laboració del monjo Josep Massot i Muntaner de l'Abadia de Montserrat, de Jordi Úbeda i de Josep Benet.
Mavis va tornar a Barcelona per la presentació del llibre. Va morir a Anglaterra l'any 2005 als 97 anys.